# كليف لويس
كليف لويس (بالإنجليزية: Cliff Lewis)‏ هو لاعب كرة قدم أمريكية أمريكي، ولد في 22 مارس 1923 في كليفلاند في الولايات المتحدة، وتوفي في 24 يوليو 2002 في تامبا في الولايات المتحدة.

## وصلات خارجية
- كليف لويس على موقع مرجع كرة القدم المحترفة.كوم (الإنجليزية)